# Митре Връчковски
Митре Тасев Връчковски е български партизанин и деец на Комунистическата съпротива във Вардарска Македония.

## Биография
Митре Връчковски е роден на 11 октомври 1921 година в село Цапари, Битолско. Партизанин от Войнишки партизански батальон „Христо Ботев“. Убит е на 17 септември 1944 година край Крива паланка.